# مزرعه لبرود
مزرعه لبرود یک منطقهٔ مسکونی در ایران است که در دهستان رودبار (دامغان) واقع شده‌است. مزرعه لبرود ۱۸ نفر جمعیت دارد.